# Teoman
Fazlı Teoman Yakupoğlu (1967. november 20., Giresun, Törökország ), művésznevén Teoman népszerű török rockénekes, dalszövegíró, zeneszerző, színész, filmrendező, forgatókönyvíró. Albumain gyakran működnek közre olyan előadók, mint Şebnem Ferah, Emre Aydın vagy Özlem Tekin.
Teoman a Boğaziçi Egyetemen végzett szociológia szakon 1995-ben, majd posztgraduális képzésben vett részt az Isztambuli Egyetem Női Tanulmányok Központjában.
Teomanról köztudott, hogy súlyos alkoholproblémákkal küszködik, melyet dalszövegeiben is elismert már, azt viszont tagadja, hogy alkoholista lenne.

## Albumai
- Eski Bir Rüya Uğruna... (2015)
- Aşk ve Gurur (2011)
- İnsanlık Halleri (2009)
- Teoman-Bülent Ortaçgil Konser (2007)
- Renkli Rüyalar Oteli  (2006)
- En Güzel Hikayem (2004)
- Teoman[8] (2003)
- Gönülçelen  (2001)
- Onyedi (2000)
- O (1998)
- Teoman (1996)

Válogatáslemezek
- Koyu Antoloji (2018)
- Yavaş Yavaş (2014)
- Söz Müzik Teoman (2007)
- Best of Teoman (2004)

## Filmjei
- Filler ve Cimen (2000)
- Bank (2002)
- Mumya Firarda (2002)
- Balans ve Manevra (2005) (színész, rendező, író, zeneszerző és producer)
- Romantik (2007) (színész, zeneszerző)
- Barda (2007)